# Conceição do Rio Verde
Conceição do Rio Verde es un municipio brasilero del Estado de Minas Gerais. Su población estimada en 2004 era de 13.197 habitantes.
Su principal actividad económica es el café, seguida de la ganadería lechera.

## Historia
Conceição do Rio Verde tuvo origen en 1732, cuando Inácio Carlos de la Silveira obtuvo una parcela en la región de Nuestra Señora de la Concepción, al borde del Río Verde, donde fue construida una capilla dedicada a esta santa. 
En el año de 1901 fue creada la Villa de Aguas Virtuosas (actual Lambari) y el poblado de Conceição do Rio Verde pasó a ser uno de los distritos de aquel Municipio. 
La Ley Estatal n.º 556, con fecha del 30 de agosto de 1911 creó el municipio de Conceição do Rio Verde, con territorio separado de los municipios de Lambari y Baependi, cuya instalación se dio el 10 de julio de 1912. 
En 1913, el gobierno del estado transformó todas las Villas en ciudades. En la época, la población de Conceição do Rio Verde ya era de más o menos dos mil personas. La primera Cámara Municipal fue instalada el día 2 de junio de 1912 y tuvo como presidente el Capitán José Lúcio Junqueira. El 25 de octubre de 1913 se inició el abastecimiento de agua potable del municipio, en conformidad con la Ley n.º 8, del 17 de septiembre de 1913. 
En 27 de diciembre de 1948 fue creado el Distrito de Aguas de Contendas y anexado al municipio de Conceição do Rio Verde a través de la Ley Estatal n.º 336. La Comarca fue creada por la Ley Estatal n.º 1093, del 21 de junio de 1954 e instalada el día 28 de marzo de 1955, cuando tomaron posesión el primer Juez de Derecho, Dr. Manoel Altomare Nardy y el primer Promotor Público, Antonio Gonçalves Ferreira, 
El primer prefecto fue Lúcio Bernardes Carneiro, que tomó posesión el día 16 de enero de 1931.

## Geografía
- Punto culminante: Pião - 1363 metros de altitud (Sierra de las Ninfas).
- Accidente geográficos: Sierras de São Tomé de las Letras y de Aguas de Contendas.
- Ríos: Verde y Baependi
- Ríos: José Lúcio y de los Nunes.